# 巴基斯坦人民党
巴基斯坦人民党（缩写为PPP）是巴基斯坦主要政党之一，总部位于伊斯兰堡。由已故巴基斯坦总统佐勒菲卡尔·阿里·布托于1967年11月30日创建，长期由其家族把持。与巴基斯坦正义运动，另一大家族性质的政黨穆盟（谢派），构成巴基斯坦的三个主要政治力量。该党支持者主要来自信德省。
巴基斯坦人民黨由中央執行委員會及聯邦議會所組成。現時中央執行委員會的成員有阿里·布托的妻子努斯拉特·布托 （Begum Nusrat Bhutto）、副主席阿明·法希姆、副主席优素福·拉扎·吉拉尼、總書記賈漢吉爾·巴達爾、副總書記綿拉扎·拉巴尼、馬赫杜姆·庫雷希等。
1971－1977年，1988－1990年，1993－1996年，2008－2013年是巴基斯坦的執政黨。其中2008－2013年的政府是首個民選的政府完成五年任期。

### 歷任人民黨籍總統
| 任 | 總統姓名             | 在位年分  | 總統選舉       |
| -- | -------------------- | --------- | -------------- |
| 1  | 佐勒菲卡爾·阿里·布托 | 1971-1973 | 1971年12月20日 |
| 2  | Fazal Ilahi Chaudhry | 1973-1978 | 1973年8月14日  |
| 3  | 法魯克·萊加里        | 1993-1997 | 1993年11月14日 |
| 4  | 阿西夫·阿里·扎爾達里 | 2008-2013 | 2008年9月6日   |

### 歷任人民黨籍總理
| 任 | 總理姓名               | 任期                 | 大選           |
| -- | ---------------------- | -------------------- | -------------- |
| 1  | 佐勒菲卡爾·阿里·布托   | 1973-1977            | 1973年         |
| 2  | 班娜姬·布托            | 1988-1990；1993-1996 | 1988年、1993年 |
| 3  | 優素福·拉扎·吉拉尼     | 2008-2012            | 2008年         |
| 4  | 拉賈·佩爾韋茲·阿什拉夫 | 2012-2013            | -              |